# Musée de Nankin
Le musée de Nankin (chinois: 南京博物院; pinyin: Nánjīng Bówùyuán) est situé à Nankin, dans la province de Jiangsu, en Chine. Avec une surface totale de 70 000 m2, c'est l'un des plus grands musées du pays. Environ 400 000 objets y sont exposés, les plus célèbres étant les porcelaines impériales des périodes Ming et Qing.

## Galerie

### Peintures

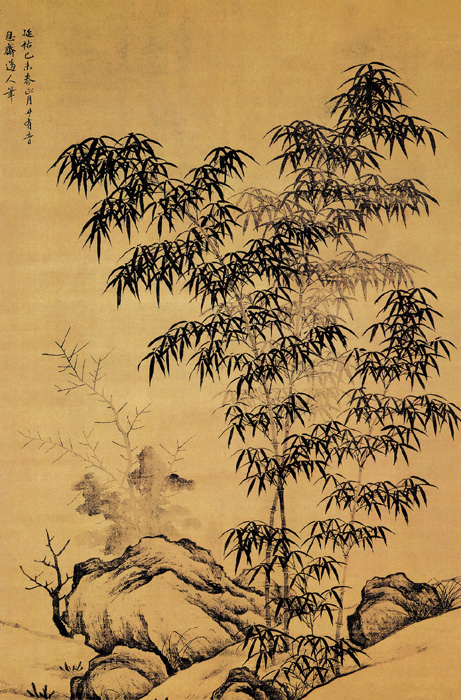
Bambous géants et pierres, par Li Kan (1245-1320).
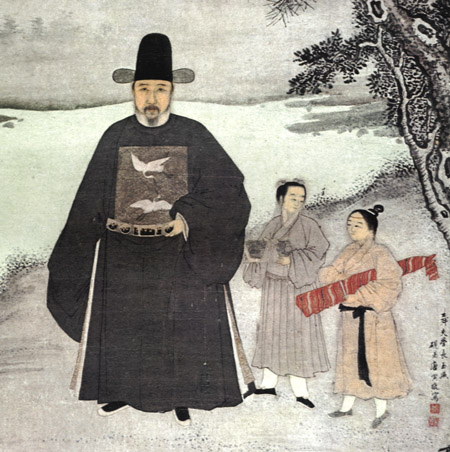
Portrait Ming du mandarin Jiang Shunfu, fin XVe siècle.
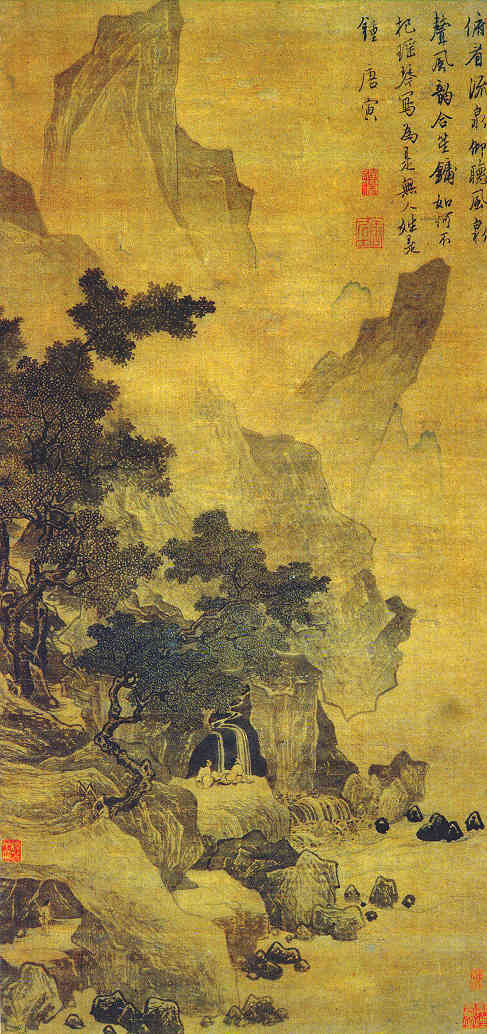
Regarder le printemps et écouter le vent, par Tang Yin (1470–1524).
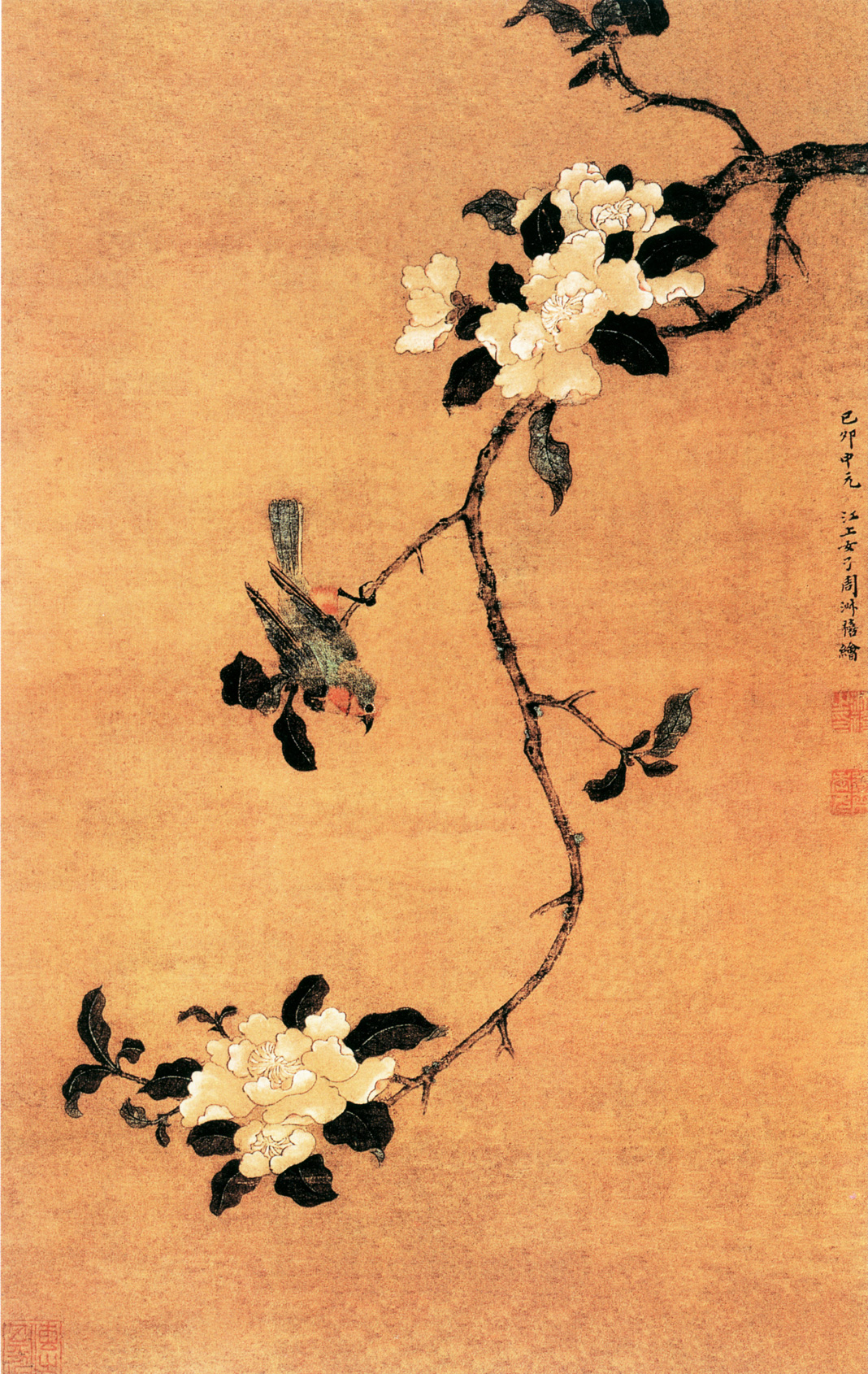
Camélia et oiseau solitaire par Zhou Shuxi (1624–1705).
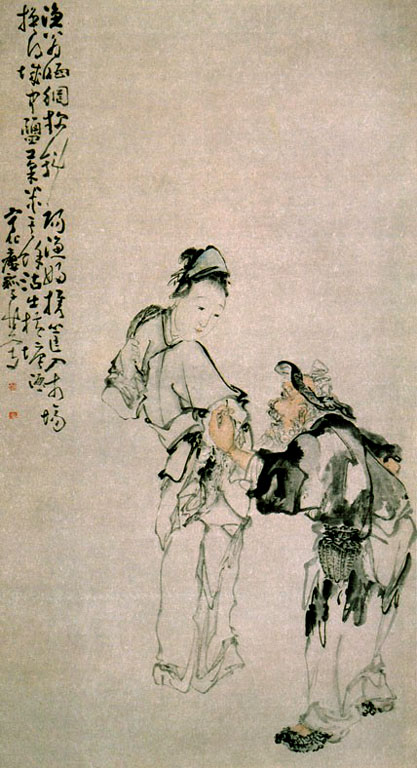
Pêcheur et pêcheuse, par Huang Shen (1687-1772).
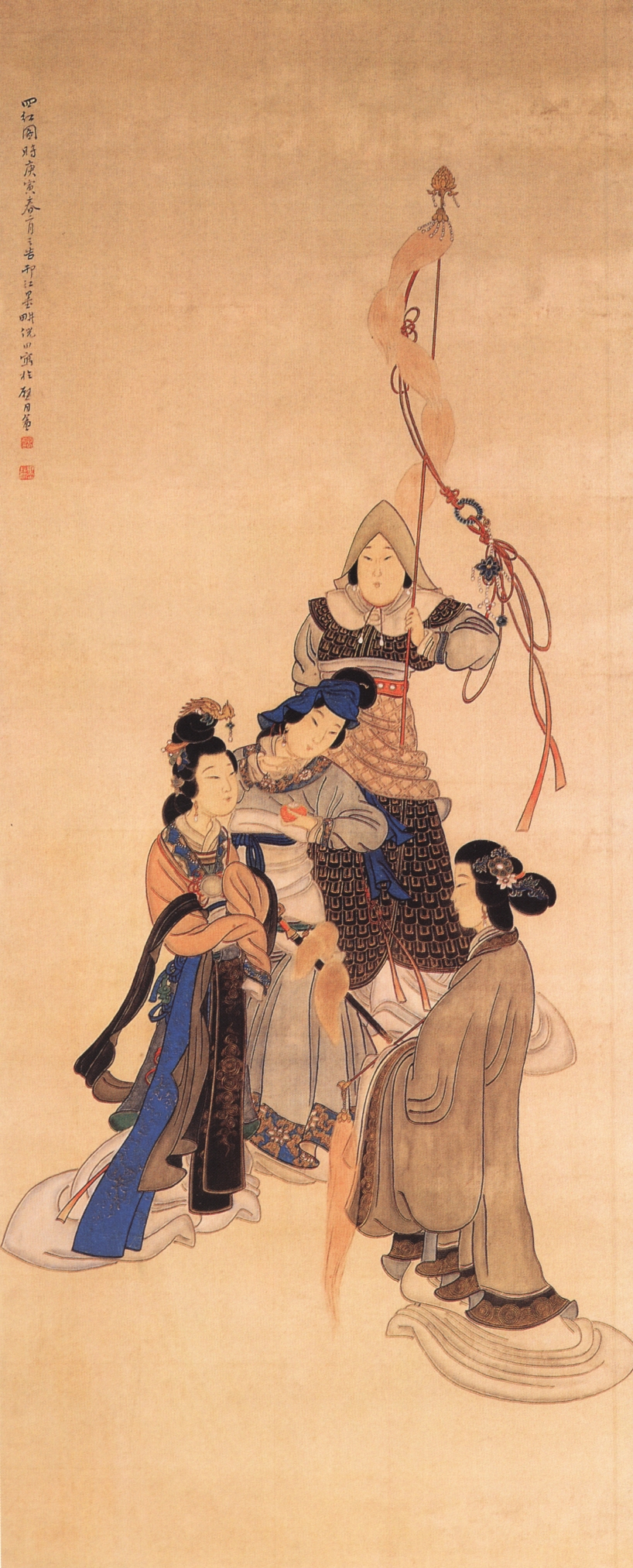
Quatre Beautés, par Ni Tian (1855–1919).

### Laques

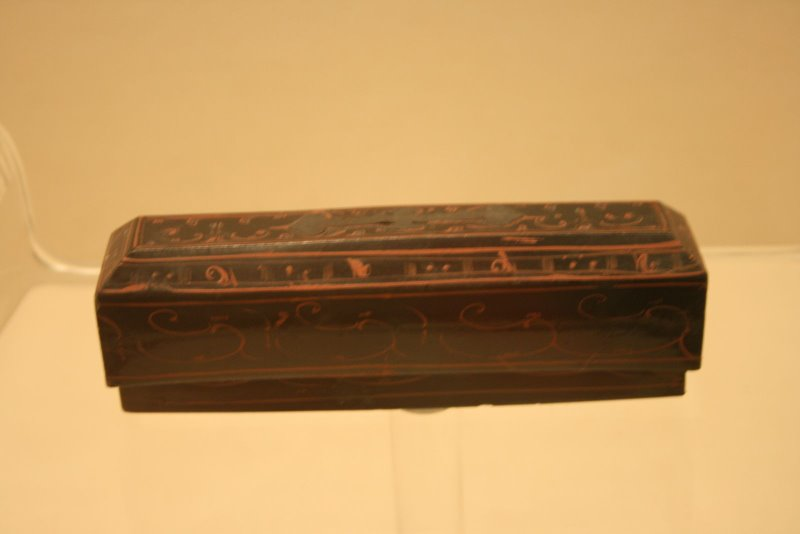
Coffret rectangulaire laqué, rouge et noir, de la dynastie Han de l'Ouest (entre 202 av. J.-C. et 9 ap. J.-C.).
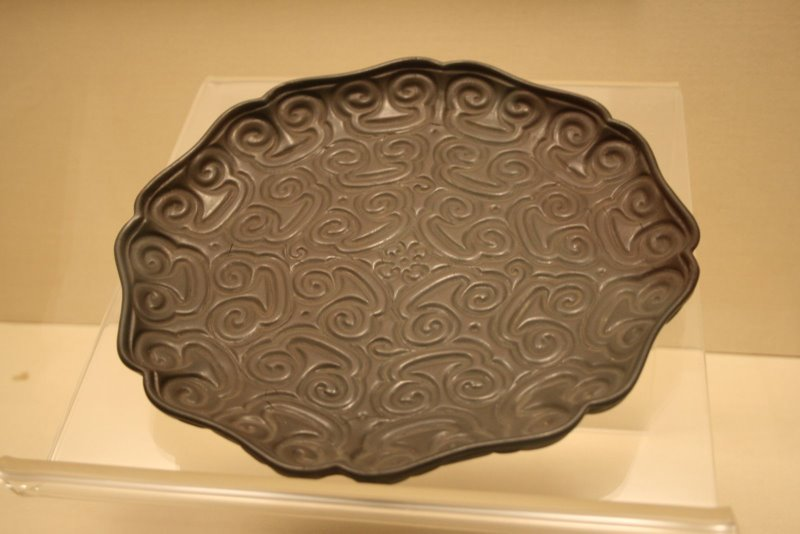
Plateau laqués noirs de la dynastie Ming (1368-1644).
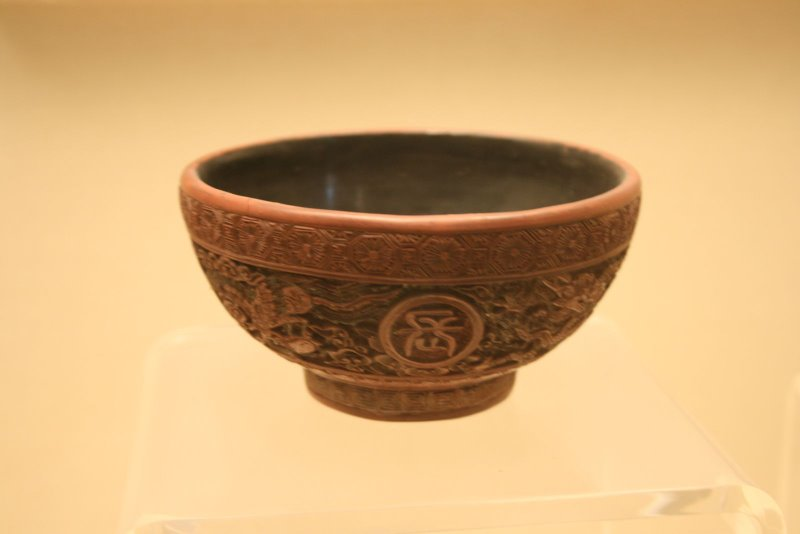
Bol laqué rouge de la dynastie Ming.
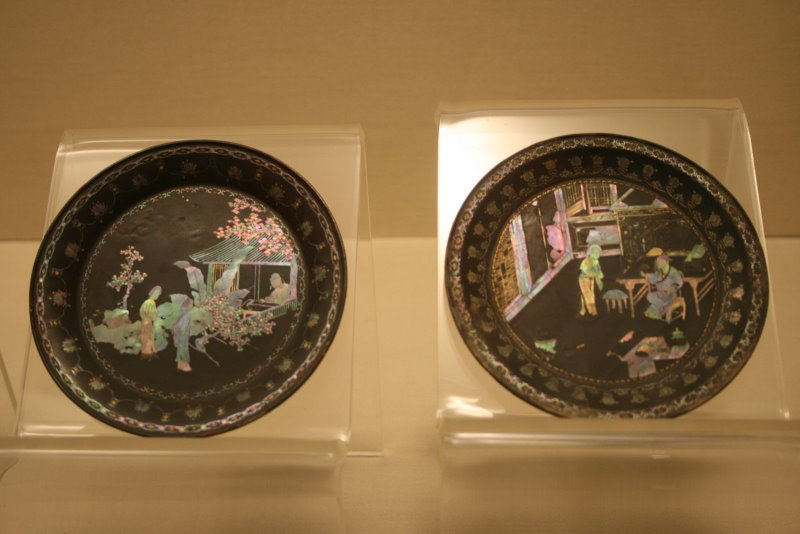
Deux plateaux laqué noir de la dynastie Ming, incrustés d’un motif de scène domestique en nacre.
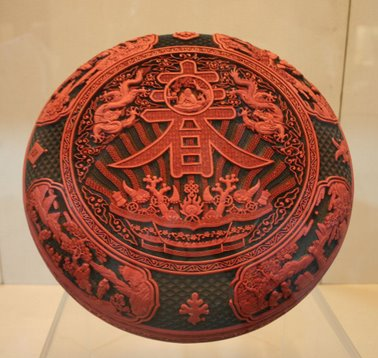
Boîte laquée rouge datant du règne de l’empereur Qianlong (1735-1796) de la dynastie Qing. L’idéogramme inscrit sur le dessus signifie « printemps ».
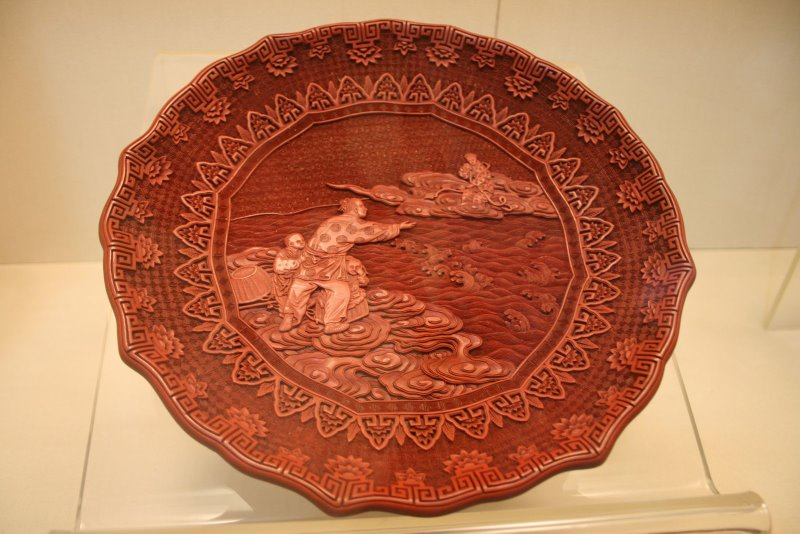
Plateau laqué rouge datant du règne de l’empereur Qianlong.

### Céramiques

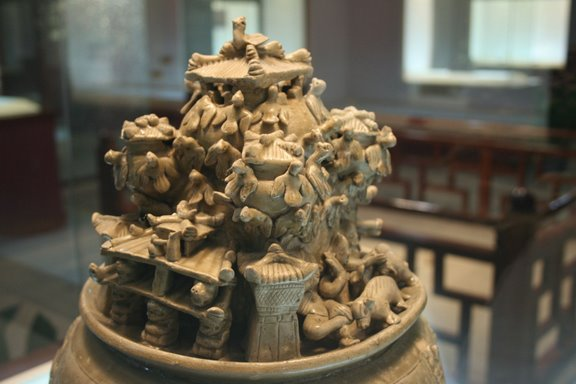
Pot céladon de la dynastie Jin de l'Ouest (265-316 après J.-C.) représentant des humains, des animaux et une structure architecturale.
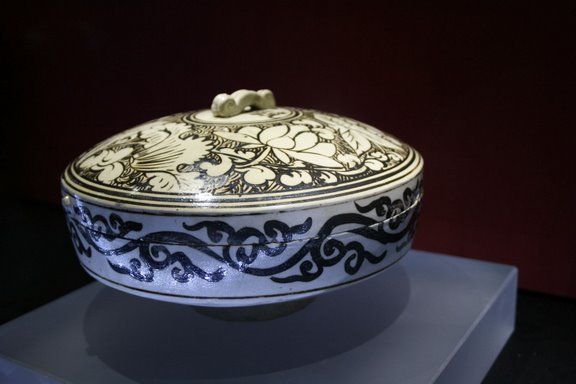
Boîte en porcelaine de la dynastie Song (960-1279 après J.-C.) ornée d’un motif floral.
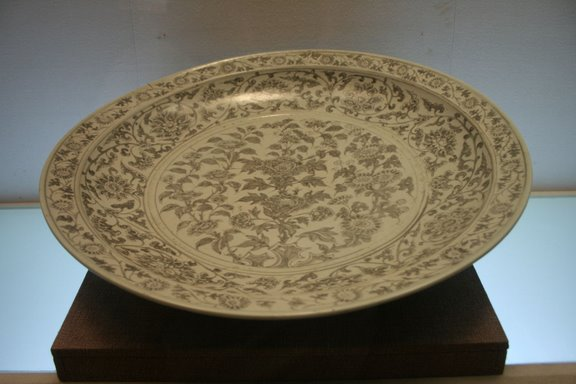
Assiette en porcelaine datant du règne de l’empereur Hongwu (1368-1398 après J.-C.), fondateur de la dynastie Ming.
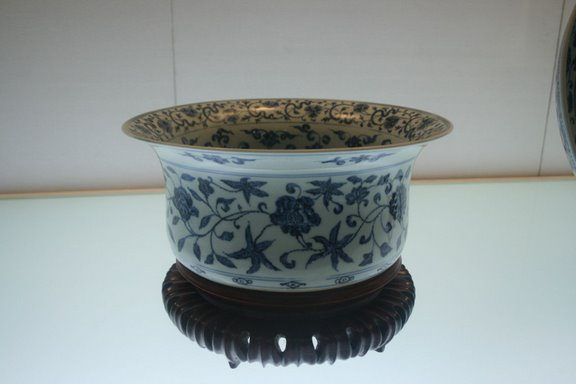
Vase en porcelaine bleue et blanche (en) datant du règne de l’empereur Yongle (1402-1424) de la dynastie Ming.
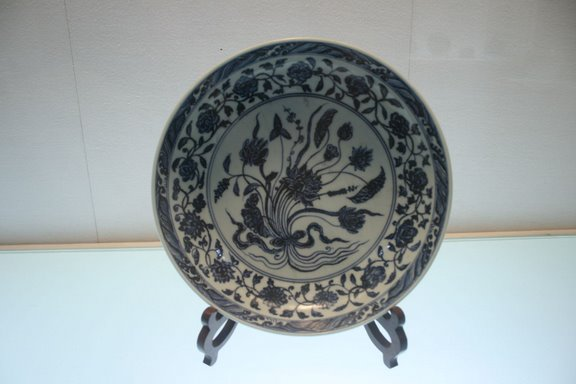
Assiette en porcelaine bleue et blanche datant du règne de l’empereur Xuanzong (1425-1435) de la dynastie Ming.
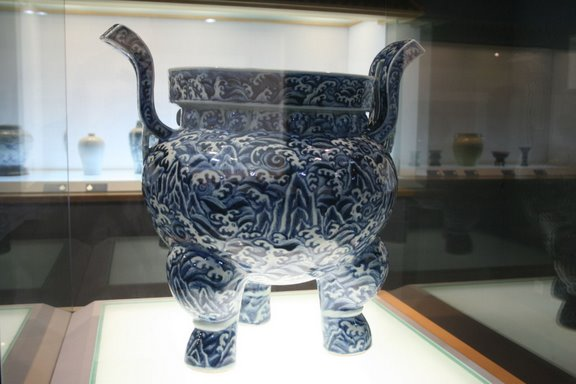
Ding en porcelaine bleue et blanche datant du règne de l’empereur Xuanzong (1425-1435).
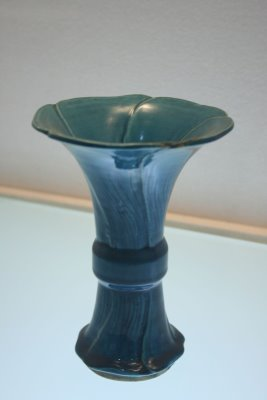
Vase en porcelaine datant du règne de l’empereur Zhengde (1505-1521) de la dynastie Ming.
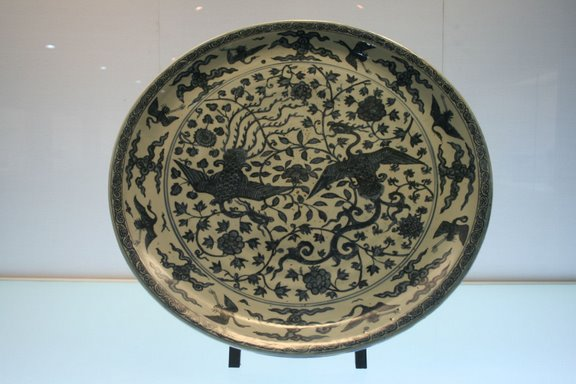
Assiette en porcelaine bleue et blanche datant du règne de l’empereur Jiajing (1521-1567) de la dynastie Ming.
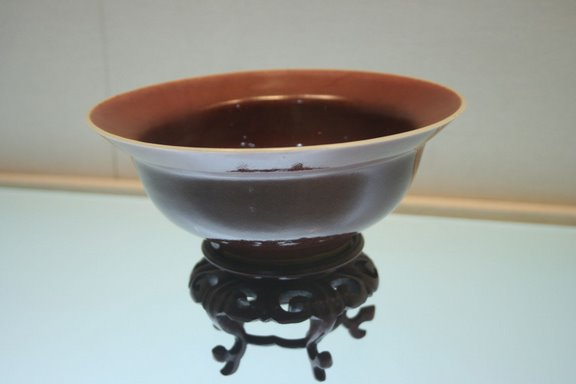
Bol en porcelaine datant du règne de l’empereur Wanli (1572-1620) de la dynastie Ming.
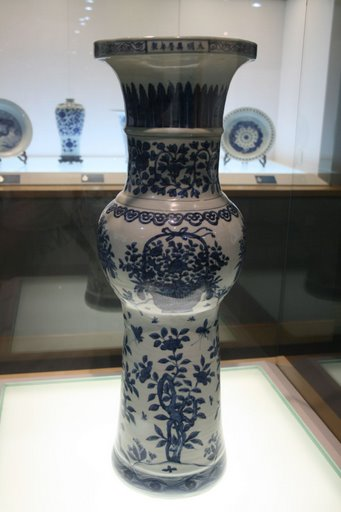
Vase en porcelaine bleue et blanche datant du règne de l’empereur Wanli (1572-1620).
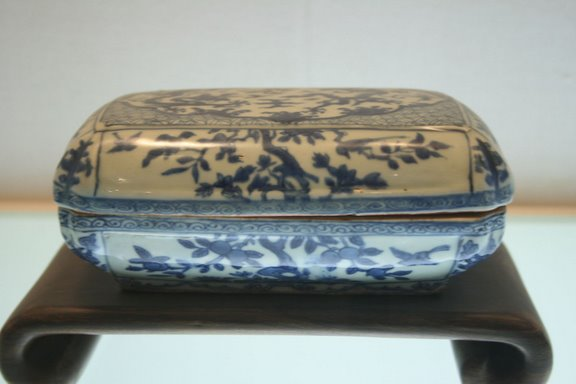
Boîte en porcelaine bleue et blanche datant du règne de l’empereur Wanli (1572-1620).
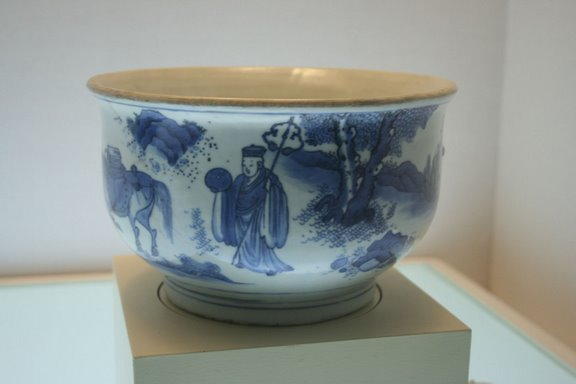
Bol en porcelaine bleue et blanche datant du règne de l’empereur Chongzhen (1627-1644) de la dynastie Ming.